# Filmografia de Jerry Lewis

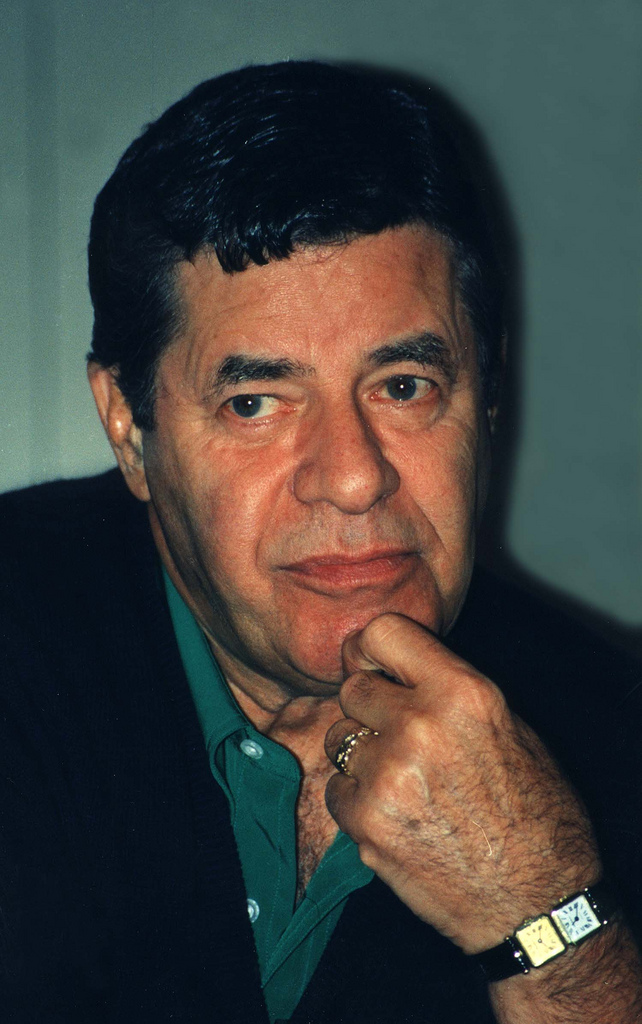

Jerry Lewis foi um comediante, roteirista, produtor, diretor e cantor americano. Ele começou sua carreira no cinema em 1949, com o filme My Friend Irma, em parceira com o cantor e ator Dean Martin. A dupla Martin e Lewis fez 16 filmes para a Paramount Pictures e em 1956, a dupla se desintegrou. Lewis continuou a fazer comédias e o seu primeiro filme solo foi The Delicate Delinquent de 1957. Até 1960, Lewis teria o seu contrato assinado com o produtor Hal B. Wallis e depois disso, ele acabaria tomando conta de seus próprios filmes. De 1960 até 1964, Lewis revezou o cargo de direção com Frank Tashlin.
O contrato de Lewis com a Paramount terminou em 1965 após o lançamento do filme Boeing Boeing, e a partir de 1966, Lewis faria filmes para a Columbia Pictures. Com seus filmes decaindo de bilheteria, Lewis a partir de 1970 se dedicaria somente na televisão, principalmente com o seu programa beneficente, o Jerry Lewis MDA Telethon. Ele só voltaria a atuar nos cinemas em 1981, com o filme Hardly Working. Tirando o filme The Day the Clown Cried, que tinha sido filmado em 1971 mas nunca lançado, Lewis estava ausente nos cinemas desde 1970, com o filme Which Way to the Front?.
Em 1983, sua performance foi aclamada no filme de Martin Scorsese, The King of Comedy e na década de 1990, ele ainda continuaria a fazer participações em filmes como em Arizona Dream. Na metade da década de 1990 e começo de 2000, Lewis também produziria o remake de seu sucesso de 1963, The Nutty Professor, protagonizado por Eddie Murphy e também sua sequência, Nutty Professor II: The Klumps.
Em 2008, Lewis reprisou seu personagem Prof. Kelp na animação The Nutty Professor, sequência do filme de 1963. Em 2013, marcou o retorno de Lewis aos cinemas como protagonista no drama Max Rose, interpretando um ex-pianista que acaba redescobrindo o seu passado após o falecimento de sua esposa. No mesmo ano, fez uma participação especial na  comédia brasileira Até que a Sorte nos Separe 2, interpretando mais uma vez um mensageiro de um hotel em Las Vegas. Ele já tinha o feito em The Bellboy de 1960 e em The Patsy de 1964.

## Filmografia

### Com Dean Martin
| Ano  | Filme                    | Personagem                            | Notas                                             |
| ---- | ------------------------ | ------------------------------------- | ------------------------------------------------- |
| 1949 | My Friend Irma           | Seymour                               | Filme de estréia.                                 |
| 1950 | My Friend Irma Goes West | Seymour                               |                                                   |
| 1950 | At War with the Army     | PFC Alvin Korwin                      |                                                   |
| 1951 | That's My Boy            | 'Junior' Jackson                      |                                                   |
| 1952 | Sailor Beware            | Melvin Jones                          |                                                   |
| 1952 | Jumping Jacks            | Hap Smith                             |                                                   |
| 1952 | Road to Bali             | Mulher no sonho de Lalah              | Participação especial.                            |
| 1952 | The Stooge               | Theodore Rogers                       | Co-roteirista não creditado.                      |
| 1953 | Scared Stiff             | Myron Mertz                           |                                                   |
| 1953 | The Caddy                | Harvey Miller, Jr.                    |                                                   |
| 1953 | Money from Home          | Virgil Yokum                          | Filmado em 3-D.                                   |
| 1954 | Living it Up             | Homer Flagg                           |                                                   |
| 1954 | 3 Ring Circus            | Jerome F. Hotchkiss                   | Reeditado em 1978 como Jerrico, the Wonder Clown. |
| 1955 | You're Never Too Young   | Wilbur Hoolick                        |                                                   |
| 1955 | Artists and Models       | Eugene Fullstack                      |                                                   |
| 1956 | Pardners                 | Wade Kingsley, Sr./Wade Kingsley, Jr. |                                                   |
| 1956 | Hollywood or Bust        | Malcolm Smith                         |                                                   |

### Carreira solo
| Ano         | Filme                                     | Personagem | Notas                                                                                            |
| ----------- | ----------------------------------------- | --- | ------------------------------------------------------------------------------------------------ |
| 1949        | How to Smuggle a Hernia Across the Border | – | Curta metragem. Também escreveu e dirigiu.                                                       |
| 1957        | The Delicate Delinquent                   | Sidney L. Pythias                                                                                                | Também produziu.                                                                                 |
| 1957        | The Sad Sack                              | Soldado Meredith Bixby                                                                                           |                                                                                                  |
| 1958        | Rock-a-Bye Baby                           | Clayton Poole | Também produziu.                                                                                 |
| 1958        | The Geisha Boy                            | Gilbert Wooley                                                                                                   | Também produziu.                                                                                 |
| 1959        | Don't Give Up the Ship                    | John Paul Steckler I, IV e VII                                                                                   |                                                                                                  |
| 1959        | Li'l Abner                                | Itchy McRabbit                                                                                                   | Participação especial.                                                                           |
| 1960        | Visit to a Small Planet                   | Kreton |                                                                                                  |
| 1960        | The Bellboy                               | Stanley/Ele mesmo                                                                                                | Também escreveu, produziu e dirigiu.                                                             |
| 1960        | Cinderfella                               | Cinderfella | Também produziu.                                                                                 |
| 1961        | The Ladies Man                            | Herbert H. Heebert/Mama Heebert                                                                                  | Também escreveu, produziu e dirigiu.                                                             |
| 1961        | The Errand Boy                            | Morty S. Tashman                                                                                                 | Também escreveu, produziu e dirigiu.                                                             |
| 1962        | It's Only Money                           | Lester Marsh |                                                                                                  |
| 1963        | The Nutty Professor                       | Professor Julius Kelp/Buddy Love                                                                                 | Também escreveu, produziu e dirigiu.                                                             |
| 1963        | It's a Mad, Mad, Mad, Mad World           | Motorista biruta que passa por cima do chapéu de Culleper                                                        | Participação especial.                                                                           |
| 1963        | Who's Minding the Store?                  | Norman Phiffier                                                                                                  |                                                                                                  |
| 1964        | The Patsy                                 | Stanley Belt/Trio de cantoras                                                                                    | Também escreveu, produziu e dirigiu.                                                             |
| 1964        | The Disorderly Orderly                    | Jerome Littlefield                                                                                               |                                                                                                  |
| 1965        | The Family Jewels                         | Willard Woodward/James Peyton/Everett Peyton/Julius Peyton/Capt. Eddie Peyton/Skylock Peyton/Bugsy 'Bugs' Peyton | Também escreveu, produziu e dirigiu.                                                             |
| 1965        | Boeing Boeing                             | Robert Reed | Indicado – Golden Globe Award de Melhor Ator – Filme de Comédia ou Musical.                      |
| 1966        | Three on a Couch                          | Christopher Pride/Warren/Raintree Ringo/Rutherford/Heather                                                       | Também escreveu, produziu e dirigiu.                                                             |
| 1966        | Way... Way Out                            | Pete Mattermore                                                                                                  |                                                                                                  |
| 1967        | The Big Mouth                             | Gerald Clamson/Syd Valentine                                                                                     | Também escreveu, produziu e dirigiu.                                                             |
| 1968        | Don't Raise the Bridge, Lower the River   | George Lester |                                                                                                  |
| 1969        | Hook, Line & Sinker                       | Peter Ingersoll/Fred Dobbs                                                                                       | Também produziu.                                                                                 |
| 1970        | One More Time                             | Voz do bandleader                                                                                                | Também dirigiu.                                                                                  |
| 1970        | Which Way to the Front?                   | Brendon Byers III                                                                                                | Também produziu e dirigiu.                                                                       |
| Não lançado | The Day the Clown Cried                   | Helmut Doork | Filmado em 1971/1972. Também escreveu, produziu e dirigiu.                                       |
| 1981        | Hardly Working                            | Bo Hooper | Também escreveu, produziu e dirigiu. Lançado na Europa em 1980.                                  |
| 1982        | The King of Comedy                        | Jerry Langford                                                                                                   | Filmado em 1981. Indicado - BAFTA Award de Melhor Ator Coadjuvante.                              |
| 1983        | Cracking Up                               | Warren Nefron/Dr. Perks                                                                                          | Também escreveu e dirigiu. Lançado direto em vídeo. Lançado nos EUA sob o título de Smorgasbord. |
| 1984        | Slapstick (Of Another Kind)               | Wilbur Swain/Caleb Swain                                                                                         | Lançado na Europa em 1982. Indicado – Razzie Award de Pior Ator.                                 |
| 1984        | Retenez Moi...Ou Je Fais Un Malheur       | Jerry Logan | Lançado na França.                                                                               |
| 1984        | Par Où T'es Rentré? On T'a Pas Vu Sortir  | Clovis Blaireau                                                                                                  | Lançado na França.                                                                               |
| 1987        | Fight for Life                            | Dr. Bernard Abrams                                                                                               | Filme para televisão.                                                                            |
| 1989        | Cookie                                    | Arnold Ross |                                                                                                  |
| 1992        | Mr. Saturday Night                        | Convidado | Participação especial.                                                                           |
| 1994        | Arizona Dream                             | Leo Sweetie | Filmado em 1991. Lançado na Europa em 1993.                                                      |
| 1995        | Funny Bones                               | George Fawkes |                                                                                                  |
| 2008        | The Nutty Professor                       | Professor Julius Kelp/Buddy Love                                                                                 | Voz. Também produziu. Animação lançado em vídeo. Sequência do filme The Nutty Professor de 1963. |
| 2010        | Curious George 2: Follow that Monkey!     | Pessoa responsável pela estação de trem                                                                          | Voz.                                                                                             |
| 2013        | Max Rose                                  | Max Rose |                                                                                                  |
| 2013        | Até que a Sorte nos Separe 2              | Mensageiro | Participação especial                                                                            |
| 2016        | The Trust                                 | Pai de Jim | Última aparição                                                                                  |

### Outros
- Screen Snapshots: Thirtieth Anniversary Special (1950) (curta-metragem)
- Trailer de My Friend Irma Goes West (1950) (cenas extras feitas para o trailer promocional)
- Trailer de Sailor Beware (1951) (cenas extras feitas para o trailer promocional)
- Trailer de Scared Stiff (1953) (cenas extras feitas para o trailer promocional)
- Trailer de Living It Up (1954) (cenas extras feitas para o trailer promocional)
- Trailer de The Bellboy (1960) (cenas extras feitas para o trailer promocional)
- Rayme (1960) (intérprete da canção-tema)
- Trailer de The Nutty Professor (1963) (cenas extras feitas para o trailer promocional)
- Trailer de The Disorderly Orderly (1964) (cenas extras feitas para o trailer promocional)
- Man in Motion (1966) (trailer de Three on a Couch)
- Boy (1990) (curta de 8 minutos da coletânea How are the Kids?; escritor e diretor)
- The Making of Mr. Saturday Night (1992) (documentário do filme Mr. Saturday Night)

### Participações na televisão
- The Colgate Comedy Hour (1950 – 1956) (Martin e Lewis eram um dos apresentadores do programa)
- What's My Line? (24 de Janeiro de 1954) (episódio 191 como "convidado misterioso")
- What's My Line? (22 de Junho de 1956) (episódio 320 como "convidado misterioso")
- What's My Line? (11 de Novembro de 1956) (episódio 336 como "integrante do painel")
- The Jerry Lewis Show (1957)
- Startime (13 de Outubro de 1959) (episódio "The Jazz Singer")
- Celebrity Golf (1960)
- What's My Line? (17 de Julho de 1960) (episódio 522 como "convidado misterioso")
- What's My Line? (27 de Agosto de 1961) (episódio 578 como "integrante do painel")
- What's My Line? (24 de Junho de 1962) (episódio 619 como "convidado misterioso")
- The Jerry Lewis Show (1963)
- Ben Casey (1964) (episódio "A Little Fun to Match the Sorrow" como "Doutor Greene")
- The Andy Williams Show (1965)
- Hullabaloo (1965) (com o seu filho Gary Lewis)
- Batman (Abril de 1966) (episódio "The Bookworm Turns")
- What's My Line? (19 de Junho de 1966) (episódio 818 como "convidado misterioso")
- Password (1966)
- Sheriff Who (1966) (episódio piloto)
- The Jerry Lewis Show (1967 – 1969)
- Playboy After Dark (1968)
- The Red Skelton Show (1970)
- The Bold Ones (1970) (dirigiu o episódio "In Dreams They Run")
- The Englebert Humperdinck Show
- The Dick Cavett Show (1973)
- Celebrity Sportsman (1974)
- Circus of the Stars (1979)
- Pink Lady (1980)
- Rascal Dazzle (1980) (documentário da HBO sobre os Little Rascals; narrador)
- Saturday Night Live (1983) (apresentador)
- The Jerry Lewis Show (1984)
- Wiseguy (1988) (episósio "Garment Trade Arc")
- Mad About You (1993) (episódio "The Billionaire")
- The Simpsons (2003) (episódio "Treehouse of Horror XIV" como "Professor John Frink, Sr.")
- Law & Order: Special Victims Unit (2006) (episódio "Uncle" como "Andrew Munch")
- Animaniacs